# Noble Drew Ali
Noble Drew Ali, né 8 janvier 1886 en Caroline du Nord et mort le 20 juillet 1929 à Chicago; probablement né sous le nom de Timothy ou Thomas Drew, est un chef religieux américain qui, au cours des premières décennies du XXe siècle, institua une succession d’organisations qu’il fédéra ultimement sous l’appellation générique de Moorish Science Temple of America. 
Parmi celles-ci figurent notamment le Canaanite Temple (1913-1916), le Mouvement Divin et National Moorish (1916-1925), le Moorish Temple of Science (1925-1928), puis le Moorish Science Temple of America (à compter de 1928),. Tenu pour un prophète par ses adeptes — certains le comparant à un envoyé de style Sourate An-Nahl —, il établit le Canaanite Temple en 1913 alors qu’il résidait à Newark, dans le New Jersey. Par la suite, il migra vers l’Ouest pour finalement s’établir à Chicago entre 1922 et 1925. C’est dans cette cité que son mouvement connut une expansion fulgurante, recrutant des milliers de fidèles sous son magistère. Toutefois, après l’assassinat d’un dirigeant rival au sein du Temple of Moorish Science, Drew Ali fut appréhendé (bien que jamais inculpé) et incarcéré. Il trépassa le 20 juillet 1929, peu de temps après sa libération, dans des circonstances demeurées obscures.
Il est communément établi que Noble Drew Ali institua la première organisation islamique légalement enregistrée aux États-Unis, se voyant ainsi attribuer la primauté en tant que guide spirituel musulman natif du pays. Si le Moorish Science Temple of America a connu un déclin prononcé au fil des décennies, l’empreinte laissée par son fondateur demeure notable en raison de son influence tant doctrinale qu’institutionnelle sur l’émergence de la Nation of Islam.

## Biographie

### Jeunesse
La jeunesse de Drew Ali demeure enveloppée d’une certaine obscurité, les données avérées se trouvant mêlées aux récits légendaires propagés par ses adeptes les plus zélés. Selon les sources les plus communément admises, il aurait vu le jour sous le nom de Timothy Drew, le 8 janvier 1886, en Caroline du Nord,,. Toutefois, les témoignages divergent quant à ses origines et à son éducation : certaines archives le présentent comme un orphelin, fils d’anciens esclaves, tandis que ses premiers disciples soutenaient qu’il avait été nourri par des membres de la nation cherokee. D’autres relations, plus tardives, avancent qu’il serait né d’un père musulman originaire du Maroc et d’une mère cherokee.  
Une version de son existence, répandue au sein des adeptes du Moorish Science Temple of America, avance que Drew fut élevé par une tante marâtre, laquelle l’aurait un jour précipité dans l’âtre d’une fournaise. Selon cette narration, il aurait quitté le domicile familial à l’âge de seize ans pour s’agréger à une communauté rom, laquelle l’aurait conduit au-delà des mers, en Égypte puis au Proche-Orient,. Ayant œuvré comme matelot dans la marine marchande, Drew Ali aurait ultérieurement fondé le Canaanite Temple en 1913. Bien que dépourvu d’instruction formelle, il serait entré en contact, à une période indéterminée, avec les arcanes de la philosophie orientale.
En 2014, une réinterprétation des origines de Noble Drew Ali fut proposée dans un article publié par le Journal of Race Ethnicity and Religion, une revue académique en ligne. Cette étude, fondée sur des sources primaires nouvellement exhumées – registres censitaires, avis de presse, articles périodiques, feuillet de recensement militaire de la Première Guerre mondiale et répertoires d’adresses urbaines – établit un lien entre le fondateur de la Moorish Science Temple of America et un certain « Thomas Drew ». Selon ces éléments, ce dernier serait né à la même date que « Timothy Drew », mais aurait été enregistré comme originaire de la Virginie, contrairement à la Caroline du Nord traditionnellement mentionnée. 

### Formation religieuse
Drew Ali affirmait avoir croisé, au cours de ses pérégrinations en Égypte, un grand prêtre versé dans les arcanes de la magie égyptienne. Selon certaines versions de sa biographie, ce hiérophante l’aurait identifié comme la réincarnation du fondateur de leur ordre. D’autres récits rapportent que le prêtre l’aurait plutôt reconnu comme une incarnation simultanée de Jésus, de Bouddha, de Mahomet et d’autres figures prophétiques. La biographie mentionne également que ce dignitaire initia Ali aux mystères de sa doctrine et lui aurait remis une « partie égarée » du Coran, présentée comme un texte jusqu’alors occulté. 
Le texte sacré fondamental de Noble Drew Ali, référencé par la Bibliothèque du Congrès sous l’intitulé « Le Saint Coran du Moorish Science Temple of America », se distingue par sa singularité matérielle. L’ouvrage est communément désigné sous l’appellation de « Coran des Sept Cercles », en raison de l’ornementation de sa couverture, où figure un chiffre « 7 » de couleur pourpre, cerclé d’un anneau azuréen.
Les dix-neuf premiers chapitres proviennent de L’Évangile du Verseau de Jésus-Christ, ouvrage publié en 1908 par Levi Dowling, prédicateur ésotérique originaire de l’Ohio. Dans ce texte, Dowling relate des voyages supposés de Jésus en Inde, en Égypte et en Palestine, couvrant des périodes de sa vie non mentionnées dans les Évangiles canoniques. Les chapitres 20 à 44 sont issus d’un traité rosicrucien intitulé Unto Thee I Grant, avec quelques adaptations stylistiques et lexicales. Ces sections contiennent des préceptes relatifs à l’existence vertueuse, à l’instruction et aux obligations des adeptes. 
Drew Ali a lui-même écrit les quatre derniers chapitres du Coran des Sept Cercles. Il y écrit :  

« Les fils et filles déchus de la nation asiatique d'Amérique du Nord doivent apprendre à aimer au lieu de haïr, et à connaître leur moi supérieur et leur moi inférieur. C'est l'unité du Saint Coran de la Mecque pour enseigner et instruire tous les Américains maures, etc. La clé de la civilisation était et est toujours entre les mains des nations asiatiques. Les Maures, qui étaient les anciens Moabites et les fondateurs de la ville sainte de La Mecque. »

 
Drew Ali mobilisa ces éléments pour soutenir l’idée que Jésus et ses disciples étaient asiatiques. (Le terme « asiatique », dans le lexique de Drew Ali, désignait toute personne à la pigmentation cutanée foncée ou mate, tandis qu’il qualifiait les Blancs d’« Européens » – bien qu’il attribuât aux membres blancs de la Moorish Science Temple of America [MSTA] les ethnonymes de « Perses » ou de « Celtes ».) Il préconisait une alliance pan-asiatique, c’est-à-dire une union de tous les peuples non-européens perçus comme partageant une ascendance commune. 
Drew Ali postulait que les Afro-Américains constituaient, dans leur intégralité, une branche des Maures, lesquels, à l’en croire, descendaient des antiques Moabites — qu’il assimilait, non sans paradoxe, aux populations de l’Afrique nord-occidentale, en dépit de l’étymologie rattachant traditionnellement Moab à la région transjordanienne. Il professait que l’islam et ses préceptes étaient plus propices à leur salut temporel, arguant que leur « essence véritable » leur avait été « celée ». Les adeptes masculins du Temple arboraient un fez ou un turban en guise de coiffure ; les femmes, quant à elles, revêtaient également le turban,,.   
Alors que Drew Ali entreprenait d’exhorter les « Américains d’origine maure » à se muer en citoyens plus vertueux, il proféra des harangues telles que « Un avertissement divin du Prophète pour les nations », où il les conjurait de répudier les appellations avilissantes comme « Noir », « de couleur » ou « Nègre ». Il enjoignait aux Américains, quelles que soient leurs origines, de renoncer à la haine et d’embrasser la concorde. Il entretenait la conviction que Chicago deviendrait une seconde Mecque.
Drew Ali élabora l'idéologie de la science maure en puisant à des sources éclectiques, tissant une « trame de spiritualités alternatives axées sur la faculté de l'individu à se métamorphoser par la connaissance ésotérique du divin immanent ». Durant l'entre-deux-guerres, dans l'agglomération chicagolaise et autres cités populeuses, il mobilisa ces préceptes pour exalter la fierté mauresque. Sa démarche captiva une multitude d'Afro-Américains ayant fui l'oppression draconienne des États méridionaux lors de la Grande Migration, aux prises avec l'acclimatation à des milieux urbains inédits. 

### Satti Majid
Satti Majid percevait Ali comme un acteur d’une entreprise visant à disséminer des conceptions sceptiques quant à l’ultime finalité du message du prophète Mahomet. Ce dernier, en effet, est unanimement reconnu par les musulmans comme le « Sceau des prophètes » (Khâtim al-Anbiyâ). La préoccupation majeure de Satti Majid résidait dans les prétentions prophétiques de Noble Drew Ali, ainsi que dans l’élaboration par ce dernier d’un ouvrage nommé Le Cercle des Sept Corans. En réaction, Satti enjoignit à Ali de modifier son nom et de réduire en cendres son Coran. Il l’accusa, de surcroît, d’avoir apostasié l’islam, le tenant pour un renégat ayant dévié des dogmes orthodoxes de la foi musulmane. 
Satti Majid quitta les États-Unis le 13 janvier 1929 et, dès son arrivée au Caire, sollicita une fatwa contre Noble Drew Ali auprès d’Al-Azhar Al-Sharif,(p202),(p249). L’institution religieuse émit un décret en langue arabe, assorti d’une traduction anglaise, qualifiant Drew Ali d’« imposteur et d’impie ». Satti Majid obtint également l’appui de oulémas soudanais, consolidant ainsi sa démarche,(p203). Toutefois, aucune attestation ne permet d’affirmer que cette fatwa fût parvenue aux États-Unis avant le trépas de Noble Drew Ali, survenu le 20 juillet 1929(p203).   
Satti Majid semblait nourrir l’intention d’exploiter cette condamnation officielle de Drew Ali à son retour aux États-Unis, afin de rallier à sa cause certains dignitaires musulmans. Il s’évertua à lever des fonds pour financer son voyage et sollicita d’al-Azhar une reconnaissance formelle de son statut de missionnaire en terre américaine. Toutefois, en 1934, sa requête fut rejetée par l’institution égyptienne, laquelle invoqua son défaut de qualifications académiques exigées pour une telle charge. Ainsi, au lieu de regagner les États-Unis, Satti Majid passa la décennie 1930 à partager son existence entre l’Égypte et le Soudan, sans parvenir à concrétiser ses ambitions(p203)(p150).  

### Fondation du Moorish Science Temple

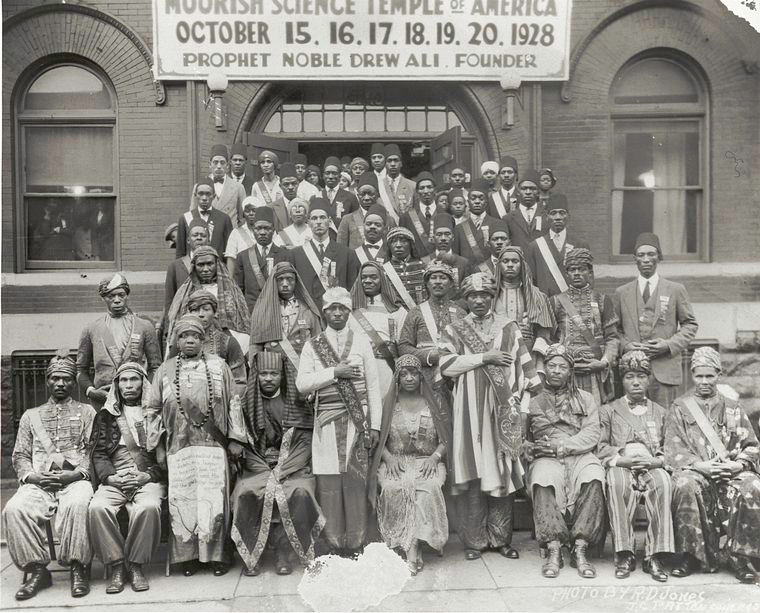
Participants au conclave du Temple des Sciences Maures de 1928 à Chicago. Noble Drew Ali est en blanc, au premier rang au centre.

Il est plausible que Drew Ali ait effectivement séjourné en Égypte et au Maroc, mais les sources historiques suggèrent qu’après avoir quitté la Caroline du Nord, il se fixa à Newark, dans le New Jersey, où il exerça la profession de conducteur de train express. Selon la tradition du Moorish Science Temple (MST), c’est en 1913 qu’il fonda, en ces lieux, le Canaanite Temple,. Toutefois, ses prises de position controversées sur les questions raciales suscitèrent des remous, le contraignant à quitter la ville. Drew Ali et ses adeptes entamèrent alors une migration, établissant au passage des congrégations à Philadelphie, Washington D. C., et Détroit. Finalement, il s’établit à Chicago en 1925, avançant que le Midwest était « plus proche de l’Islam ». L’année suivante, il officialisa l’existence du Temple n°9.
En ce lieu, il instruisit ses disciples afin qu’ils évitassent toute velléité conflictuelle, leur enjoignant plutôt d’édifier leur communauté pour qu’elle fût respectée. Ainsi, ceux-ci pourraient légitimement revendiquer leur place au sein des États-Unis en forgeant une identité culturelle conforme aux préceptes de Drew Ali sur la personnalité. Vers la fin des années 1920, les chroniqueurs de l’époque évaluaient que le Temple of Moorish Science rassemblait quelque 35 000 adeptes, répartis en dix-sept temples établis dans plusieurs cités du Midwest et du Haut-Sud.
Les huissiers du Temple arboraient des fez de couleur noire. À la tête de chaque temple particulier siégeait un dignitaire désigné sous l’appellation de Grand Cheikh, ou parfois de Gouverneur. Drew Ali, fondateur du mouvement, fut connu pour avoir contracté plusieurs unions matrimoniales. Selon The Chicago Defender, il s’attribuait la prérogative de s’unir et de rompre le lien conjugal à sa guise. Par ailleurs, les activités de la Science maure firent l’objet d’une surveillance attentive de la part des autorités policières de Chicago, qui en étudièrent les développements avec circonspection.
En janvier 1929, Drew Ali assista à la cérémonie d’investiture du gouverneur de l’Illinois, Louis Lincoln Emmerson. Le Chicago Defender rapporta que son séjour dans la cité fut marqué par des « conciliabules avec plusieurs notabilités chicagoanes, qui l’accueillirent avec déférence ». À cette époque, la congrégation des Maures scientifiques connaissait une expansion notable, et Chicago s’affirmait progressivement comme l’épicentre du mouvement. 

### Scission interne et meurtre
Au commencement de l'année 1929, un différend pécuniaire provoqua la scission entre Claude Green-Bey, alors directeur commercial du Temple n°1 de Chicago, et le Temple scientifique maure d'Amérique. Se proclamant Grand Cheikh, Green-Bey entraîna dans son sillage plusieurs adeptes. Le 15 mars de la même année, il fut assassiné par arme blanche dans l'Unity Hall du Temple scientifique maure, situé sur Indiana Avenue, à Chicago. 
À cette époque, Drew Ali se trouvait hors de la ville, occupé à régler une affaire avec l’ancien Grand Gouverneur suprême Lomax-Bey (le professeur Ezaldine Muhammad), lequel avait appuyé la tentative de putsch fomentée par Green-Bey. Lors de son retour à Chicago, les autorités policières l’appréhendèrent, de même que plusieurs autres membres de la communauté, tous suspectés d’avoir ourdi l’assassinat. Toutefois, aucune charge ne fut retenue contre Drew Ali à l’issue de cette arrestation.

### Mort
Peu après sa remise en liberté par les forces de l’ordre, Noble Drew Ali s’éteint à son domicile de Chicago le 20 juillet 1929, à l’âge de 43 ans. Si les causes exactes de son décès demeurent indéterminées, l’acte de décès mentionne une « tuberculose broncho-pneumonique » comme motif. Toutefois, ce diagnostic officiel n’a pas dissipé les conjectures parmi ses fidèles, certains soupçonnant que sa mort résultait de sévices subis lors de sa détention ou de l’intervention d’autres membres de la communauté religieuse. 
D’aucuns estimaient qu’il souffrait d’une pneumonie. Un Maure rapporta au Chicago Defender : « Le Prophète n’était point atteint par la maladie ; son œuvre étant accomplie, il reposa sa tête sur les genoux d’un de ses disciples avant de s’évanouir. » Ses obsèques se déroulèrent le 25 juillet 1929, en présence de plusieurs centaines de personnes. La cérémonie religieuse fut célébrée au Temple Pythien de Chicago, suivie de la sépulture au cimetière de Burr Oak, près d’Alsip. 
La disparition de Drew Ali engendra une pluralité de prétendants à sa succession. Edward Mealy-El affirma avoir été désigné comme successeur par Drew Ali lui-même, tandis que John Givens-El, son chauffeur, soutint être la réincarnation du défunt. Toutefois, les gouverneurs du Temple des Sciences Maures d’Amérique reconnurent Charles Kirkman-Bey comme légitime héritier et le proclamèrent Grand Conseiller.  

## Héritage
Wallace Fard Muhammad, fondateur de la Nation of Islam, aurait potentiellement été un membre éminent du Temple of Moorish Science d'Amérique, où il était désigné sous l’appellation de David Ford-El. Toutefois, en raison de la ténébreuse et lacunaire documentation entourant sa biographie, cette assertion demeure sujette à controverse parmi les historiens. À la suite du décès de Noble Drew Ali, il se serait autoproclamé prophète réincarné, bien que cette revendication ne fasse pas l’unanimité dans les cercles académiques. 
Lorsque son autorité fut majoritairement contestée, il se détacha du Temple of Moorish Science et s’établit à Détroit, où il institua la Nation de l’Islam. Les dignitaires de cette organisation dénièrent toute filiation historique avec le Moorish Science Temple of America jusqu’au 26 février 2014, date à laquelle Louis Farrakhan reconnut l’apport doctrinal de Noble Drew Ali à leur mouvement. 
En 1986, l’ambassadeur du Maroc aux États-Unis confirma de manière officielle l’existence d’un rattachement religieux et historique entre le Moorish Science Temple of America et le Maroc, par l’entremise de son fondateur, Noble Drew Ali.